# لورانس ساندرز
لورانس ساندرز (بالإنجليزية: Lawrence Sanders)‏ (15 مارس 1920، بروكلين في الولايات المتحدة - 7 فبراير 1998، بومبانو سيتي في الولايات المتحدة)؛ كاتب، صحفي وروائي أمريكي.

## روابط خارجية
- لورانس ساندرز على موقع IMDb (الإنجليزية)
- لورانس ساندرز على موقع قاعدة بيانات الفيلم (الإنجليزية)